# Acrotomofilia
La acrotomofilia es una parafilia consistente en sentir deseo sexual o preferencia sexual por alguien que tiene algún miembro amputado. El deseo sexual, en este caso, está ligado o es dependiente del muñón o muñones de la pareja .

## Intereses y comportamientos
Los acrotomofílicos, aparte de la amputación, se ajustan a un ideal de atractivo físico común.
En una encuesta sobre acrotomofilia, Las amputaciones de piernas resultaron más atractivas que las amputaciones de brazos; las amputaciones de una sola extremidad más que amputaciones de ambos miembros y las amputaciones con muñón antes que amputaciones sin muñón.
Imágenes digitalizadas, en concreto de webs pornográficas, son frecuentemente producidas o modificadas para presentar una mutilación atractiva para los acrotomofílicos. A este procedimiento se le denomina (en inglés) «Electronic Surgery» (siglas «ES») en las comunidades fetichistas en línea.

## Terminología
La palabra "acrotomofilia" viene del griego akron (extremidad) + tomo (corte) + philia (amor), los Acrotomofílicos utilizan el término "devoto" para autodenominarse.
No debe confundirse esta parafilia con la apotemnofilia o desorden de identidad de la integridad corporal, que consiste en sentir un deseo de ser amputado. Tampoco debe confundirse con la abasiofilia que es la atracción por las personas con movilidad reducida.

## Cultura popular
En la película Crash, de David Cronenberg, el personaje James Ballard (James Spader) presenta conductas similares a las personas acromatofílicas hacia el personaje Gabrielle (Rosanna Arquette), quien posee mutilaciones en su cuerpo debido a un accidente automovilístico.
En el primer capítulo de la décima temporada de la serie Mentes criminales (10x01: X) el protagonista tiene esta parafilia.